# Мергусово
Мергусово — деревня в Сергиево-Посадском районе Московской области России, входит в состав сельского поселения Селковское.

## Население
| 1835 | 1850 | 1857 | 1859 | 1886 | 1895 | 1905 | 1926 |
| ---- | ---- | ---- | ---- | ---- | ---- | ---- | ---- |
| 239  | ↗245 | ↗287 | ↘257 | ↘230 | ↗258 | ↘231 | ↗292 |
| 2002 | 2006 | 2010 |      |      |      |      |      |
| ↘6   | ↗7   | ↘4   |      |      |      |      |      |

## География
Деревня Мергусово расположена на севере Московской области, в северной части Сергиево-Посадского района, примерно в 80 км к северу от Московской кольцевой автодороги и 30 км к северу от станции Сергиев Посад Ярославского направления Московской железной дороги.
В 19 км юго-восточнее деревни проходит Ярославское шоссе М8, в 19 км к югу — Московское большое кольцо А108, в 1,5 км к востоку — автодорога Р104. Ближайшие населённые пункты — деревни Запольское, Катунино, Селково и Толстоухово.

## История

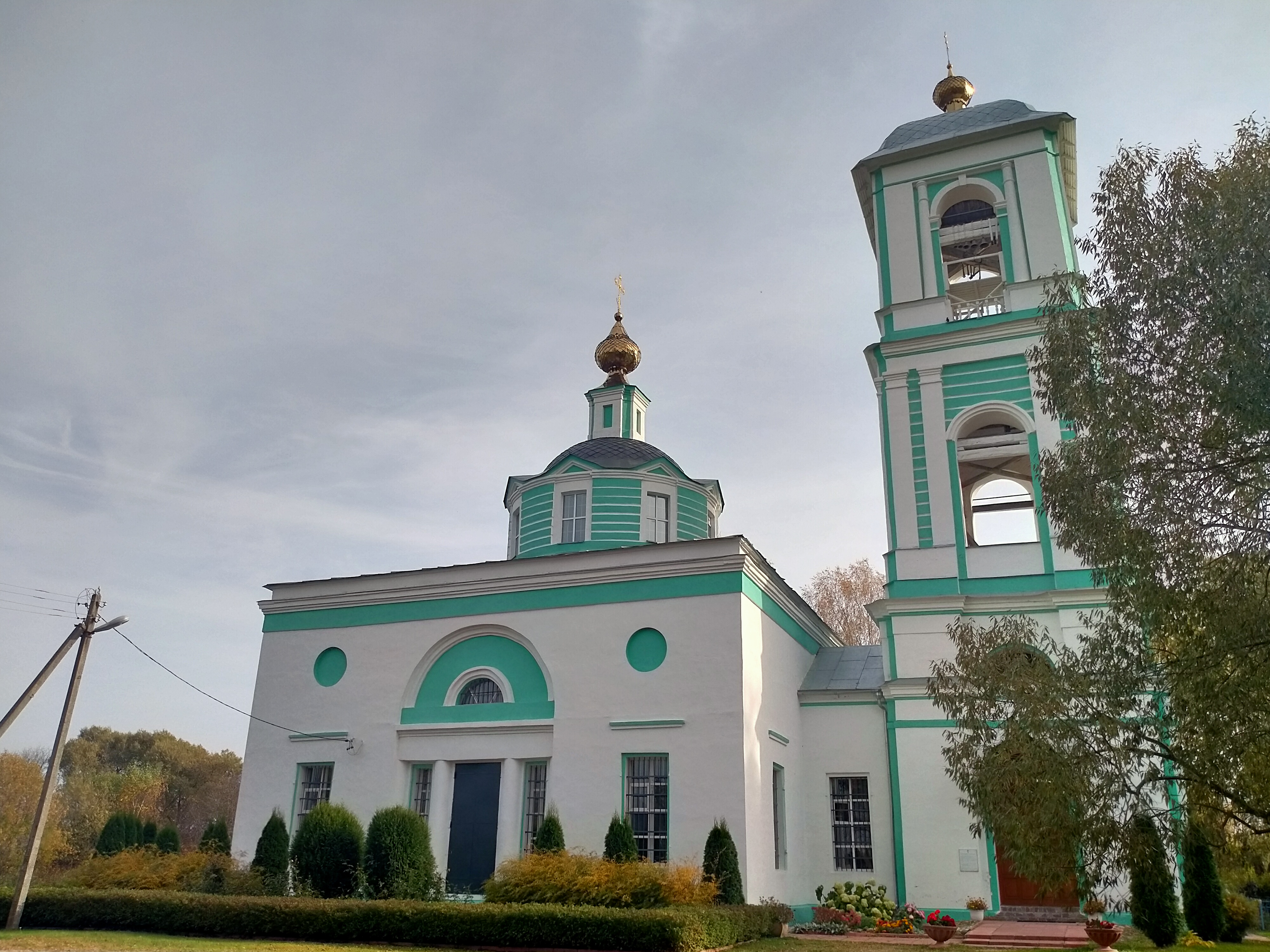
Церковь Сергия Радонежского в с. Мергусово

До 1745 года деревня Мергусово находилась в вотчине помещиков Салтыковых. Затем Владимир Сергеевич Салтыков построил деревянную церковь в честь преподобного Сергия Радонежского, и Мергусово стало селом.
В 1818 году вместо деревянного храма на средства прихожан и графини Салтыковой был выстроен каменный Сергиевский храм с колокольней и престолами во имя преподобного Сергия Радонежского, святой мученицы Анны и святого Николая Чудотворца.
В 1940 году церковь была закрыта, в 1995 году в тяжёлом состоянии возвращена верующим и отремонтирована. Является памятником градостроительства и архитектуры регионального значения.
В «Списке населённых мест» 1862 года Мергусово — владельческое село 2-го стана Переяславского уезда Владимирской губернии по левую сторону Углицкого просёлочного тракта от границы Александровского уезда к Калязинскому, в 51 версте от уездного города и 47 верстах от становой квартиры, при пруде, с 39 дворами, православной церковью и 257 жителями (108 мужчин, 149 женщин).
По данным на 1895 год — деревня Федорцевской волости Переяславского уезда с 258 жителями (119 мужчин, 139 женщин). Основным промыслом населения являлось хлебопашество, 15 человек уезжало в качестве красильщиков по бумаге, шерсти и шёлку на отхожий промысел в Москву и Московскую губернию.
По материалам Всесоюзной переписи населения 1926 года — центр Мергусовского сельсовета Федорцевской волости Сергиевского уезда Московской губернии в 8,5 км от Угличско-Сергиевского шоссе и 53,3 км от станции Сергиево Северной железной дороги; проживало 292 человека (129 мужчин, 163 женщины), насчитывалось 59 хозяйств (51 крестьянское).
С 1929 года — населённый пункт Московской области в составе:
- Мергусовского сельсовета Константиновского района (1929—1939)[17],
- Селковского сельсовета Константиновского района (1939—1957)[17],
- Селковского сельсовета Загорского района (1957—1959)[18][19],
- Торгашинского сельсовета Загорского района (1959—1963, 1965—1991)[19][20],
- Торгашинского сельсовета Мытищинского укрупнённого сельского района (1963—1965)[21][20],
- Торгашинского (до 09.01.1991) и Селковского сельсоветов Сергиево-Посадского района (1991—1994)[20],
- Селковского сельского округа Сергиево-Посадского района (1994—2006)[22],
- сельского поселения Селковское Сергиево-Посадского района (2006 — н. в.)[23][24]. 2009 год - рождение нового наследника пристола